# Huyền thoại đâm sau lưng Việt Nam

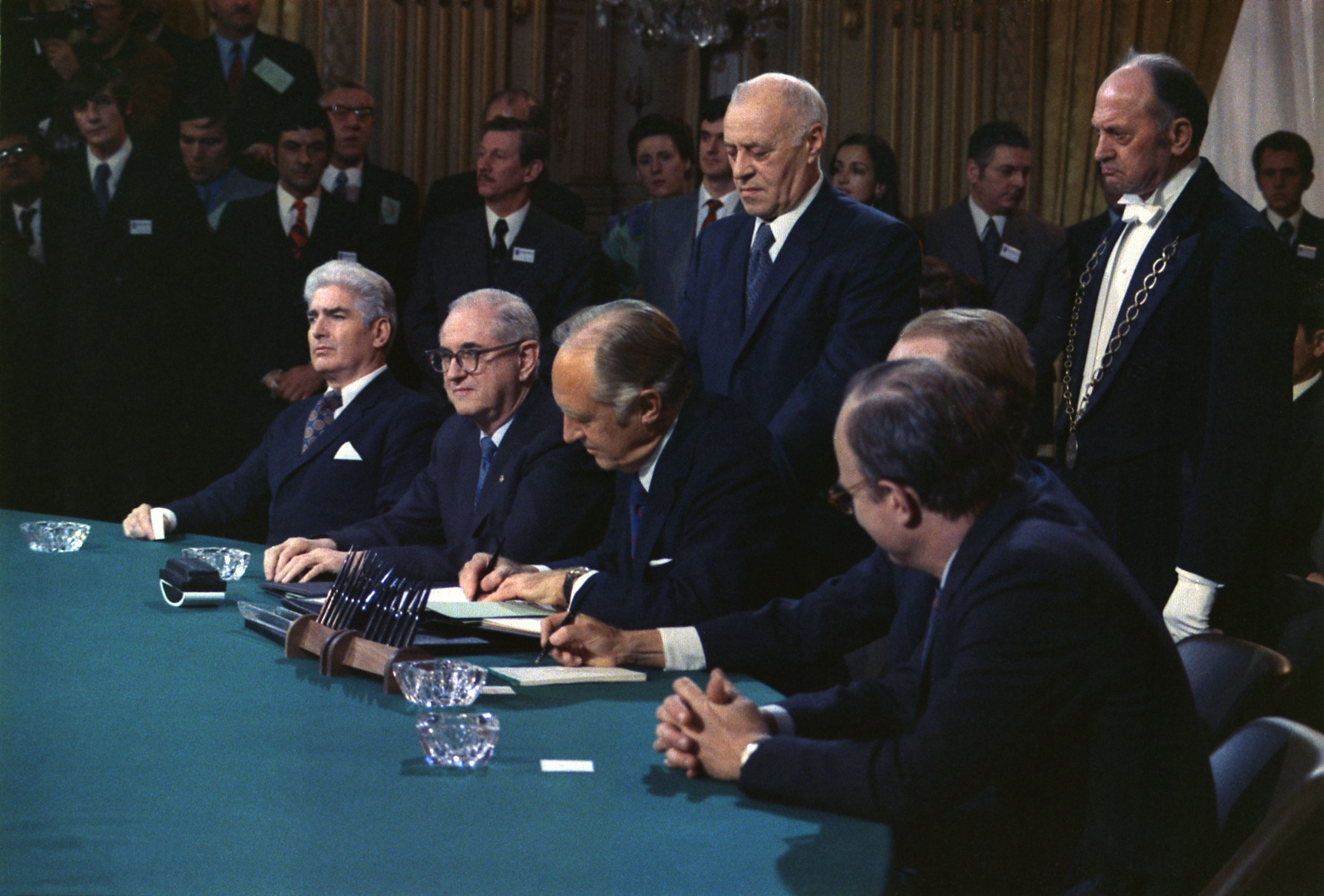
Hiệp định Paris 1973 được chính thức ký kết vào ngày 27 tháng 1 năm 1973, việc này đã gây ra tranh cãi chính trị trong nội bộ nước Mỹ.

Huyền thoại đâm sau lưng Việt Nam (tiếng Anh: Vietnam stab-in-the-back myth) khẳng định rằng thất bại của Mỹ trong chiến tranh Việt Nam là do những người Mỹ phản đối chiến tranh gây ra. Những người ủng hộ huyền thoại này điển hình là nhóm thuộc phe cánh hữu trong chiến tranh và đổ lỗi thất bại này cho các nhà hoạch định chính sách dân sự, giới truyền thông, những người biểu tình phản chiến, Quốc hội Hoa Kỳ, những người theo chủ nghĩa cấp tiến và Đảng Dân chủ. Thuật ngữ "đâm sau lưng" được lấy từ huyền thoại đâm sau lưng của Đức, trong đó tuyên bố chính các lực lượng nội bộ đã gây ra thất bại cho nước Đức trong Thế chiến thứ nhất. Không giống như huyền thoại của Đức, huyền thoại của Mỹ không có không khí bài Do Thái. Jeffrey Kimball viết rằng thất bại của Mỹ "đã tạo ra một huyền thoại mạnh mẽ về sự phản bội, tương tự như huyền thoại nguyên mẫu Dolchstoßlegende của nước Đức thời hậu Thế chiến thứ nhất".
Huyền thoại này là một "phiên bản mạnh mẽ hơn của lập luận rằng hoạt động phản chiến đã khuyến khích kẻ thù, cho rằng sức mạnh của phong trào phản chiến cuối cùng biểu hiện hành động phản bội của sự phản quốc, gây ra thất bại cho một chiến thắng lẽ ra đã có thể đạt được".

## Bối cảnh
Những lời buộc tội tương tự đã được đưa ra trong suốt lịch sử Hoa Kỳ. Trong Chiến tranh năm 1812, cánh diều hâu chiến tranh cáo buộc những người ủng hộ Đảng Liên bang ở New England là "hoạt động gần như phản quốc" dẫn đến thất bại trong việc chinh phục Canada. Các nhà bình luận cánh hữu cũng tuyên bố Tổng thống Franklin D. Roosevelt đã "bán đứng" Ba Lan và Trung Hoa Dân Quốc thông qua Hội nghị Yalta và đổ lỗi cho Tổng thống Harry S. Truman và Ngoại trưởng Dean Acheson về những thất bại trong Chiến tranh Triều Tiên. Thương vong tăng chậm trong Chiến tranh Việt Nam sau khi triển khai quân chiến đấu vào năm 1965 đã dần vượt qua mức thương vong của chiến tranh Triều Tiên vào năm 1968.

## Phát triển
Trong thời gian diễn ra chiến tranh, các cuộc điều trần liên quan đến tiến trình của cuộc chiến đã được tổ chức tại Thượng viện Hoa Kỳ. Tại các phiên điều trần của Tiểu ban Điều tra Dự bị của Thượng viện (Senate Preparedness Investigating Subcommittee (SPIS)), các tướng lĩnh đã làm chứng rằng thất bại của cuộc chiến năm 1967 là do sự kiềm hãm dân sự quá mức đối với việc lựa chọn mục tiêu trong cuộc ném bom miền Bắc Việt Nam, và tiểu ban đã đồng ý với điều này. Joseph A. Fry cho rằng Hội đồng Tham mưu trưởng Liên quân và SPIS đổ lỗi cho giới truyền thông và những người biểu tình phản chiến vì đã xuyên tạc cuộc chiến, tạo ra huyền thoại đâm sau lưng.
Mặc dù đông đảo công chúng Mỹ chưa bao giờ ủng hộ cuộc chiến, nhưng Tướng William Westmoreland vẫn đổ lỗi cho giới truyền thông Mỹ vì đã khiến đất nước trở nên chống lại cuộc chiến sau cuộc Tổng tấn công Tết Mậu Thân năm 1968. Câu chuyện đó đã được tiếp nối bởi các tác giả sau này như Guenter Lewy và Norman Podhoretz. Một nghiên cứu ước tính rằng cho đến khi xảy ra cuộc tấn công, các chuyên gia người Mỹ ủng hộ chính sách chiến tranh của chính phủ là bốn đấu một và sau đó, họ đổi thành phản đối với tỷ số hai đấu một. Nhiều sách giáo khoa lịch sử ghi rằng cuộc tấn công được nối tiếp theo sau bởi làn sóng dư luận quay lưng lại với chiến tranh, và một số khác đề cập phản chiến bằng việc đưa tin trên các phương tiện truyền thông. Một yếu tố khác của huyền thoại liên quan đến Hiệp định Paris 1973 đưa ra cách giải thích cho rằng sự cản trở của Quốc hội đã ngăn cản Hoa Kỳ thực thi cam kết hiệp định. Theo sử gia Nguyễn Thị Liên Hằng, cách giải thích này "ít nhiều đã bị hầu hết các học giả trong lĩnh vực này bác bỏ," nhưng nó vẫn tồn tại trong diễn ngôn phổ biến.
Năm 1978 và 1979, cả Nixon và Kissinger lần lượt xuất bản những cuốn hồi ký bán chạy nhất dựa trên việc tiếp cận các tài liệu vẫn còn được phân loại, và theo nhà sử học Ken Hughes đã triệt tiêu lý thuyết khoảng thời gian phù hợp thay vào đó đề cao sự nổi trội của huyền thoại đâm sau lưng.
Năm 1982, Harry G. Summers Jr. viết về ý tưởng rằng lực lượng nội bộ đã gây ra thất bại ở Việt Nam là "một trong những cách giải thích đơn giản hơn cho thất bại của chúng ta... sự trốn tránh thất bại này lại hiếm khi dẫn ra bởi các tướng lĩnh. Huyền thoại đâm sau lưng không bao giờ phát triển sau chiến tranh Việt Nam." Mặc dù vậy, nhà sử học Ben Buley đã viết rằng cuốn sách của Summers thực sự là một trong những dẫn giải quan trọng nhất của huyền thoại dưới một hình thức tinh vi, khi mà quân đội bị chỉ trích nhưng trách nhiệm chính cho thất bại lại nằm ở các nhà hoạch định chính sách dân sự.
Trong cuốn sách của tác giả Jerry Lembcke vào năm 1998, The Spitting Image: Myth, Memory, and the Legacy of Vietnam ông đã so sánh huyền thoại đâm sau lưng với huyền thoại những cựu binh trở về đã bị những người biểu tình phản chiến phỉ nhổ và lăng mạ (không hề có chuyện phỉ nhổ nào đã từng được chứng minh). Theo Lembcke, huyền thoại đâm sau lưng phổ biến hơn trong chiến tranh và huyền thoại nhổ chỉ nổi tiếng vào những năm 1980. Trong cuốn sách năm 2001 The Culture of Defeat: On National Trauma, Mourning, and Recovery, tác giả Wolfgang Schivelbusch phủ nhận sự tồn tại của một huyền thoại đâm sau lưng Việt Nam có thể so sánh với huyền thoại của Đức. Mặc dù ông viết rằng luận điệu của một số người Mỹ "khá giống với lời lẽ của những người Đức cánh hữu trong thời Cộng hòa Weimar", ông lập luận rằng Chiến tranh Việt Nam "không kéo theo sự sụp đổ của quốc gia, .... không kéo theo một sự sỉ nhục tương tự như của Hiệp ước Versailles .... [và] không làm phân cực quốc gia hay dẫn đến nội chiến". Giáo sư Jeffrey Kimball trả lời Schivelbusch "hầu như không chính xác trong mọi điều." Kimball viết rằng huyền thoại đâm sau lưng đã sống lại trong cuộc bầu cử tổng thống Hoa Kỳ năm 2004, khi đó ứng cử viên John Kerry bị chỉ trích vì phản đối chiến tranh sau khi trở về từ Việt Nam.
Năm 2004, Charles Krauthammer viết một bài báo trên tờ The New Republic rằng phát thanh viên Walter Cronkite đã khiến Mỹ bại trận: "Một khi nói là thua, nó đã thành hiện thực". Vào năm 2017, David Mikics đã viết rằng "lập luận huyền thoại đâm sau lưng Việt Nam hiện nay phần lớn đã chết."